# Ruch Ludzi Pracy
Polska Partia Lewicy „Ruch Ludzi Pracy” (RLP) – polska lewicowa, postkomunistyczna partia polityczna, działająca w latach 90.

## Historia
Decyzję o utworzeniu ugrupowania, które stanowiłoby polityczną reprezentację Ogólnopolskiego Porozumienia Związków Zawodowych, kontrolowanej przez PZPR centrali związkowej, podjęto jesienią 1989. Kongres założycielski partii odbył się 16 grudnia 1990, a wpis do ewidencji uzyskano 18 stycznia 1991.
Tymczasowo na czele RLP stanął profesor Roman Broszkiewicz, zastąpiony rok później przez długoletniego przewodniczącego OPZZ, Alfreda Miodowicza. W 1995 przez kilka miesięcy partią kierował poseł Wit Majewski, a od jesieni tego samego roku Lech Szymańczyk. Wśród organizatorów znalazła się także grupa pracowników naukowych działającej przy KC PZPR Akademii Nauk Społecznych.
Ruch Ludzi Pracy został jednym z członków założycieli Sojuszu Lewicy Demokratycznej, funkcjonującego w tym czasie jako koalicja około 30 partii, związków zawodowych i stowarzyszeń. Kandydaci RLP startowali z list SLD w kolejnych wyborach parlamentarnych w 1991, 1993 i 1997, uzyskując każdorazowo kilka mandatów. W Sejmie pierwszych trzech kadencji ugrupowanie to w różnych kadencjach reprezentowali Barbara Hyla-Makowska, Teresa Jasztal, Jacek Kasprzyk, Bogdan Krysiewicz, Janusz Lemański, Wit Majewski, Kazimierz Milner, Regina Pawłowska, Ewa Spychalska, Lech Szymańczyk i Jan Szymański.
RLP zarejestrował się ponownie w 1998 w związku z nową ustawą o partiach politycznych. Rok później jego władze sprzeciwiły się akcesowi ugrupowania do tworzonej na bazie Sojuszu Lewicy Demokratycznej jednolitej formacji. W konsekwencji Lech Szymańczyk i Kazimierz Milner opuścili klub parlamentarny SLD, współtworząc wraz z przedstawicielami Polskiej Partii Socjalistycznej nowe koło parlamentarne. Pozostali posłowie RLP przeszli do SLD. Od 2001 partia nie była reprezentowana w parlamencie, a 7 czerwca 2002 została wykreślona z ewidencji. Część działaczy na czele z Lechem Szymańczykiem wstąpiła do Samoobrony RP.

## Stowarzyszenie
26 maja 2012 powstała nowa organizacja pod nazwą Stowarzyszenie „Ruch Ludzi Pracy”, odwołująca się do tradycji partii politycznej RLP. Przewodniczącym został Lech Szymańczyk, a wiceprzewodniczącymi Aldona Michalak, Bogdan Socha i Jacek Zdrojewski. 12 października 2013 stowarzyszenie to współtworzyło Porozumienie Społeczne „Zmiana” wraz z Polską Lewicą (kierowaną przez Jacka Zdrojewskiego), PPS, Partią Regionów oraz Związkiem Zawodowym Rolnictwa i Obszarów Wiejskich „Regiony” (PPS została potem zastąpiona przez Partię Emerytów Rencistów RP). Przed wyborami samorządowymi w 2018 RLP współtworzył koalicję SLD Lewica Razem. W 2019 stowarzyszenie wraz z Unią Pracy i Polską Lewicą skrytykowało udział SLD w Koalicji Europejskiej w wyborach do Parlamentu Europejskiego w tymże roku. W wyborach prezydenckich w 2020 RLP poparł przewodniczącego UP Waldemara Witkowskiego. 25 czerwca 2022 RLP podpisał (wraz z m.in. PPS, UP, Socjaldemokracją Polską, Wolnością i Równością oraz środowiskiem dawnej partii Inicjatywa Feministyczna) porozumienie o współpracy przed wyborami parlamentarnymi, opowiadając się za „szerokim porozumieniem wyborczym opozycji demokratycznej”.